# Rubi (Oberstdorf)
Rubi ist ein Gemeindeteil des Marktes Oberstdorf im bayrischen Landkreis Oberallgäu.

## Geographie
Das Dorf Rubi liegt circa 2,5 km nördlich von Oberstdorf. Durch den Ort fließt der Geißalpbach (auch: Gaisalpbach), der am Westrand von Rubi in die Iller mündet. Durch die Kreisstraße OA 4 (Oberstdorferstraße) ist der Ort an das deutsche Straßennetz angeschlossen. Am Nordrand von Rubi befindet sich ein Umspannwerk.

## Geschichte
Der Ort wurde 1361 erstmals in einer Teilungsurkunde der Brüder Oswald und Marquart von Heimenhofen erwähnt.
Aus Dankbarkeit über das Ende der Pestepidemie im Raum Oberstdorf 1634/1635 begann 1635 der Bau der Sankt-Anna-Kapelle im Barockstil. Die Kapelle wurde seitdem mehrfach renoviert.
Am 28. Juni 1776 fielen 11 der damaligen 18 Häuser des Dorfes einem großen Brand zum Opfer. Die Anwesen wurden daraufhin teilweise neu errichtet, teilweise wurden bestehende Häuser aus anderen Gemeinden abgebaut und in Rubi wieder errichtet.
1881 wurde gemeinsam mit dem Nachbarort Reichenbach die Freiwillige Feuerwehr Rubi-Reichenbach gegründet. Seit 2010 besteht ein Feuerwehrhaus zwischen Rubi und Reichenbach.
1972 wurde der bis dahin zur Gemeinde Schöllang gehörende Ort Teil des Marktes Oberstdorf.

## Baudenkmäler
- Römisch-katholische Kapelle Sankt Anna

## Sehenswürdigkeiten
- Rubihorn
- Unterer Gaisalpsee

## Bildergalerie

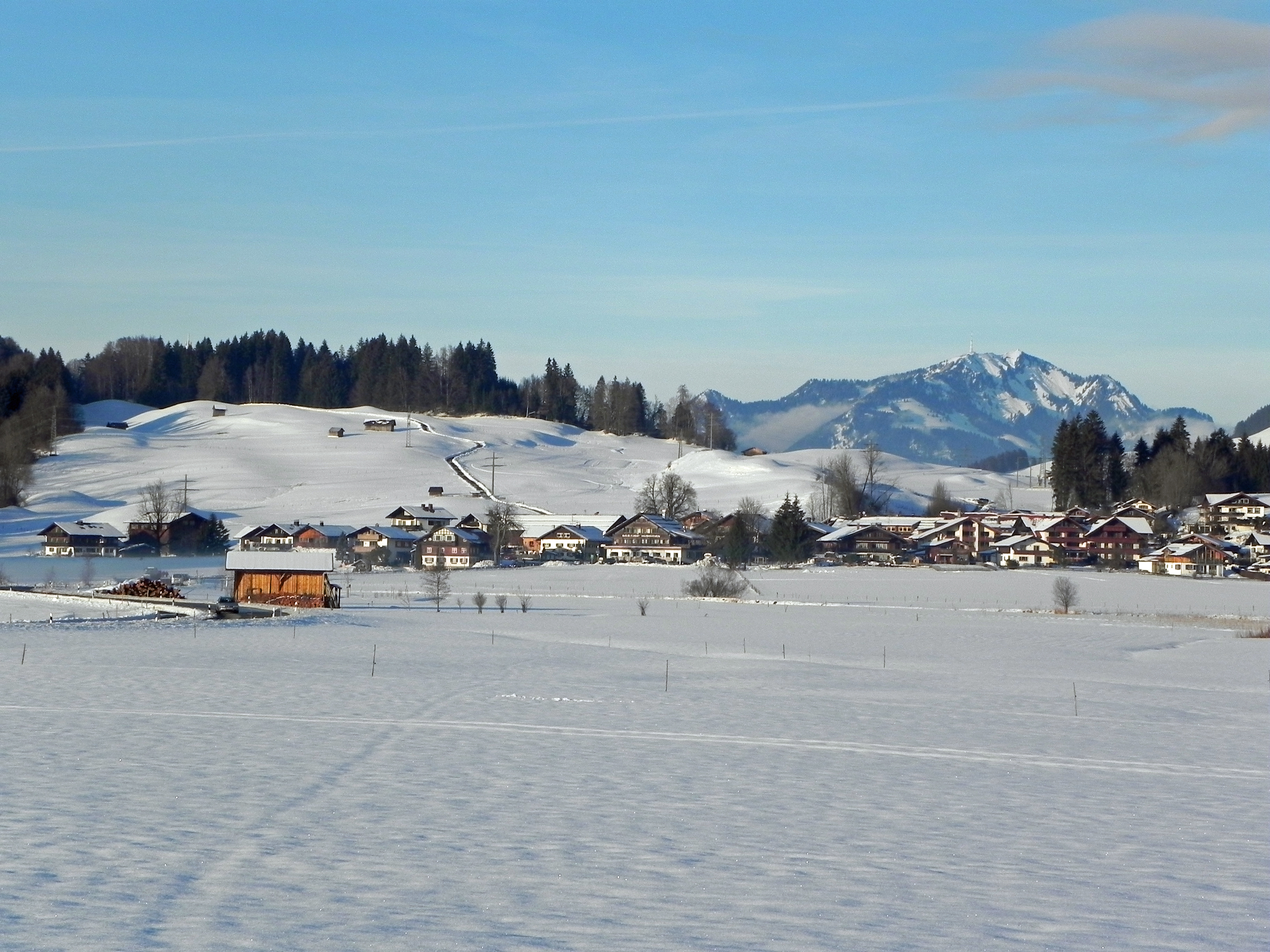
Rubi (2012)
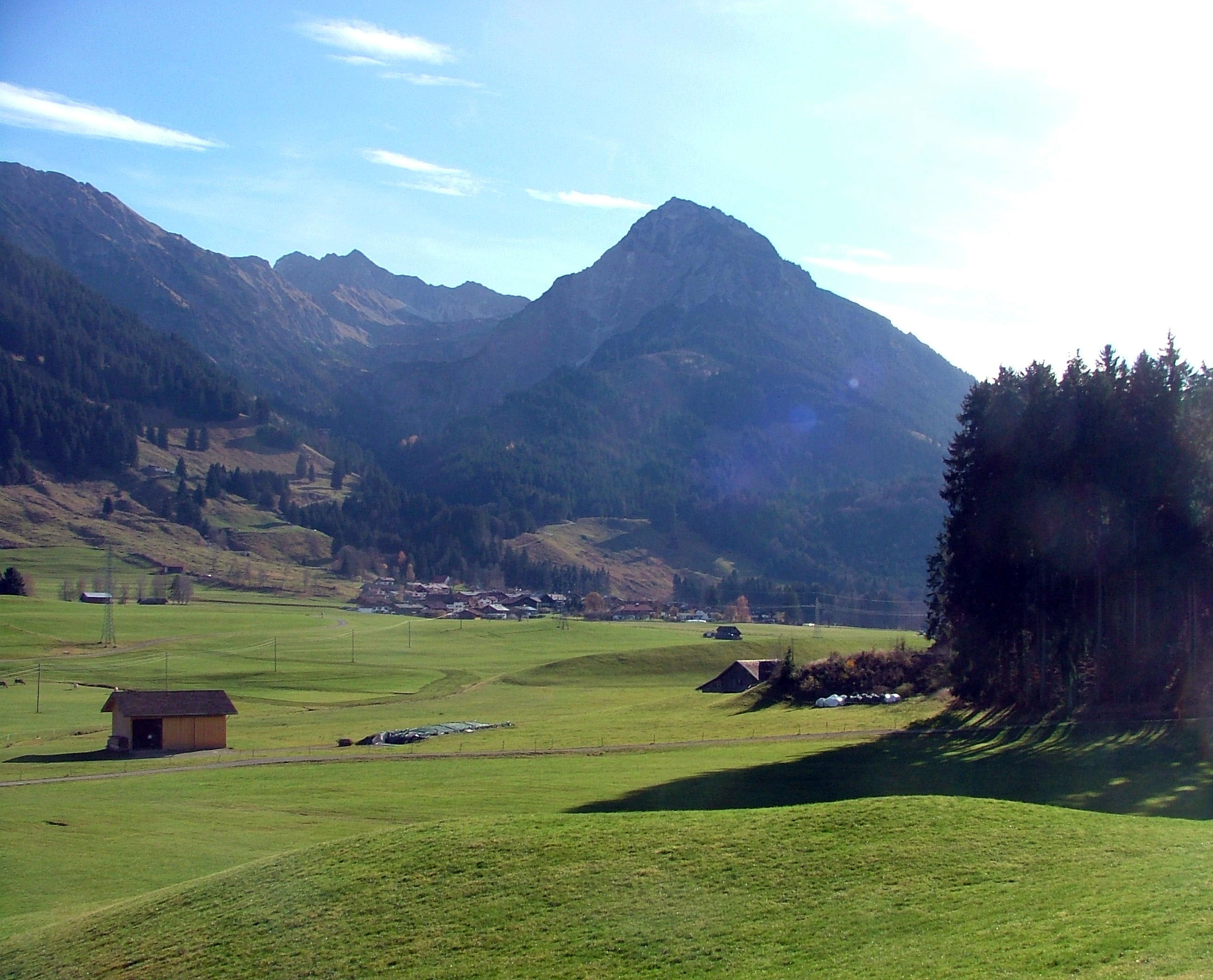
Rubihorn (2003)
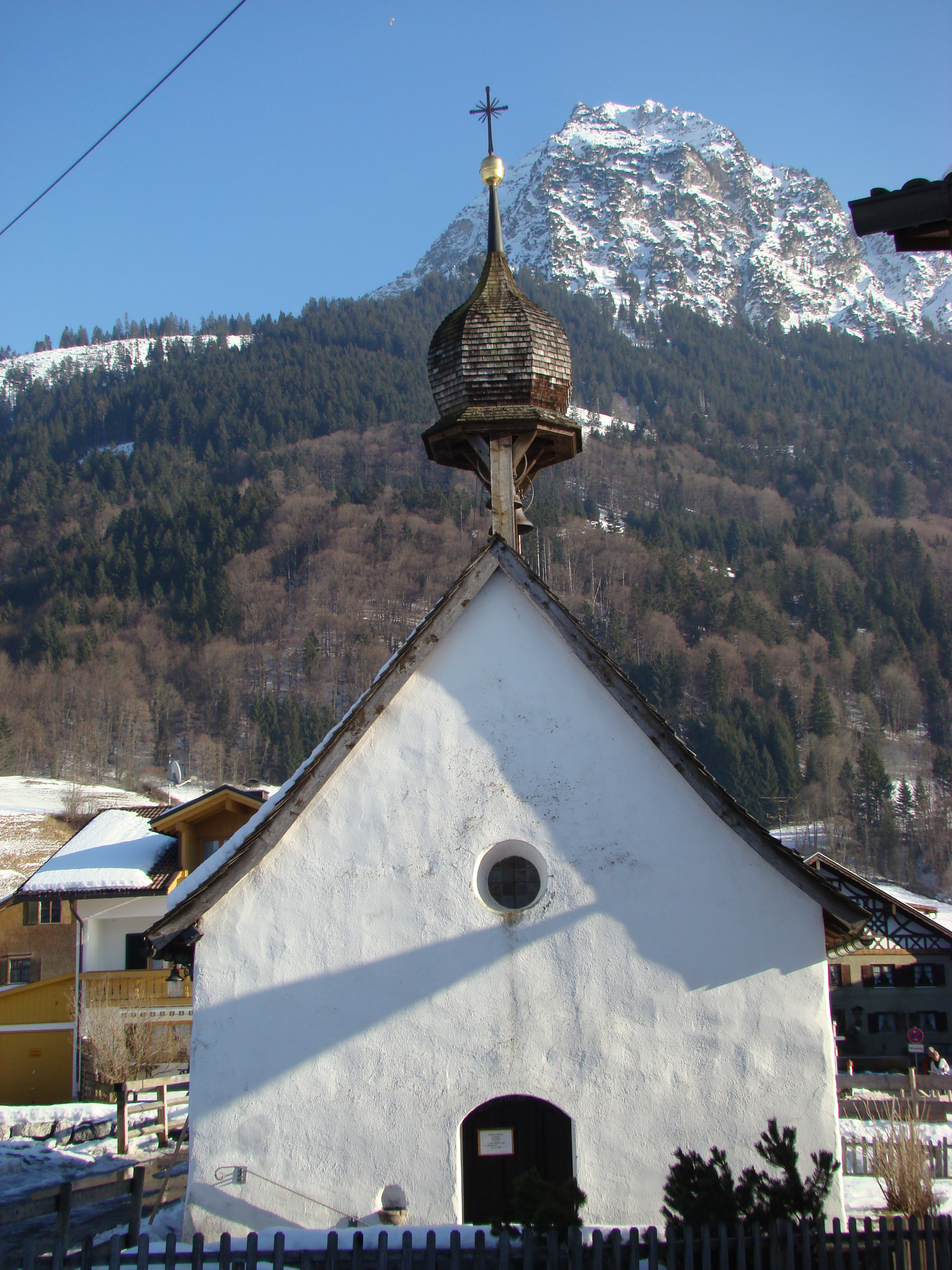
Kapelle Sankt Anna (2009)